# Sit cuallarg pàl·lid
El sit cuallarg pàl·lid (Emberizoides ypiranganus) és un ocell de la família dels tràupid (Thraupidae).

## Hàbitat i distribució
Habita zones de canyissar de les terres baixes del sud del Brasil, est de Paraguai i nord-est de l'Argentina.